# Система подсчёта посетителей
Системы подсчёта посетителей предназначены для учёта количества людей, прошедших через определенный проход за некоторый промежуток времени. Также иногда важно определить направление движения, однако чаще всего системы ограничиваются разделением проходящих людей на два класса: входящие и выходящие. Точность подсчета напрямую зависит от совершенства используемой технологии. Система подсчета, как правило, устанавливается на входе в помещение, позволяя следить за общим числом посетителей. В устройствах для подсчета посетителей используются различные технологии, такие как инфракрасные лучи, компьютерное зрение, тепловидение.

## Необходимость подсчета посетителей
Существуют различные причины, по которым организации может потребоваться постоянный подсчет посетителей.

### Контроль за эффективностью работы персонала
Оценить качество и эффективность работы персонала помогает аналитическая составляющая системы подсчета. Если количество посетителей во многом больше количества покупателей, то необходимо пересмотреть стратегии продаж или обслуживания, вводя различные нововведения в продажи и указывая их в системе обработки данных для дальнейшего анализа и выявления причин.

### Анализ эффективности торговли
Подсчет посетителей на торговых площадках необходим для вычисления доли покупателей среди общего числа посетителей магазина (Conversion Rate). Это очень важный показатель, реально демонстрирующий эффективность работы магазина. Анализируя продажи важно понять, какое количество людей составило эти продажи, ещё более важно следить за долей посетителей, не сделавших ни одной покупки.
Счетчики посетителей — это удобный маркетинговый инструмент, позволяющий владельцу учитывать количество посещений торгового предприятия.
Просматривая графики статистики посещений, можно выявлять и исключать различные факторы, влияющие на посещаемость, например маркетинговые акции или обстоятельства, снижающие посещение, такие как низкий уровень обслуживания, плохой ассортимент, недостаток рекламы.

### Составление расписания для персонала
На торговых площадях, а также в других местах массового обслуживания потребность в персонале прямо пропорциональна количеству посетителей. Поэтому точный подсчет посетителей необходим для составления оптимального расписания работы сотрудников.

### Планирование служебных мероприятий
Такие мероприятия, как уборка помещения или другие технические работы должны проводиться во время минимального потока посетителей. Счетчик посетителей предоставляет необходимую статистическую информацию, которая в данном случае используется для того, чтобы минимизировать неудобства самой организации, и её клиентов.

### Безопасность
Для многих организаций важно знать точное количество людей, в данный момент находящихся внутри здания, чтобы при необходимости оперативно провести эвакуацию. Счетчик посетителей позволит оценить требуемый объём транспорта и других средств, но определить со 100% точностью все ли люди покинули помещение ни один счетчик не в состоянии в виду существующей погрешности.

### Анализ использования ресурсов
Многие публичные организации осуществляют подсчет посетителей перед тем, как сделать запрос на финансирование. В случаях, когда билеты не продаются (как в библиотеках и музеях), необходимо автоматизировать подсчет посетителей.

## Технологии
Современные системы подсчета посетителей создаются на базе различных технологий, каждая из которых имеет свои достоинства и недостатки.

### Инфракрасные лучи
Счетчики работающие на инфракрасных лучах бывают нескольких типов — вертикальные и горизонтальные.

#### Горизонтальные счетчики
Работают по принципу прерывания инфракрасного луча. В этих счётчиках обязательными узлами являются приёмник и передатчик. Передатчик излучает инфракрасный луч, а приемник его принимает. По пересечении луча приёмник анализирует факт прохода. Их, как правило, делят на два вида — с подключением к ПК или нет. В первом варианте данные выводятся на ПК, во втором на ЖК дисплей счётчика. Счетчики, отображающие данные на дисплее.
Они имеют ряд свойств которые конкретизируют тип. Например: на батарейках — счётчики могут иметь автономное питание, счётчик на радиоканале— значит физическая среда связи с ПК — радио или GSM, двунаправленный или однонаправленный — различает направление движения или нет, с архивом данных — имеет встроенную память и часы реального времени.
Клиент определяет необходимые типы для более удобного монтажа. Например счётчик с подключением к ПК, на батарейках, беспроводный. Значит работа с данными выполняется на ПК, а счётчик двухстороннем скотчем клеится на проходе — просто, ясно.
Счётчики покупателей, которые подключаются к ПК, поддаются простой автоматизации сбора данных для анализа. В самом простом варианте данные просматриваются на локальном ПК. Когда есть сеть торговых точек, данные передаются через интернет в центральный офис со всех точек. Как правило, сервер это безопасный ресурс  на мощностях майкрософт[уточнить], где можно просматривать данные с любого ПК в веб браузере. Реже на локальном по желанию клиента.
Достоинства:
- Недорогие. оптимальный вариант
- Просты в установке
- Точность в проходе до 1.5м — 98 % (100 чел/час).
- Фиксирует факт перекрытия луча и выключения питания.
- Считают точно при входе

Недостатки
- Погрешность возрастает при увеличении потока и росте ширины прохода, так как растёт вероятность прохода на одной линии двух посетителей. Погрешность подсчёта в отдельных случаях может достигать 10 %.[2]

#### Вертикальные счётчики
Работают по принципу отражения луча от тела человека.
В теории вертикальные лучи более точны, нежели горизонтальные, и в случае применения современных моделей можно достичь высокой точности подсчёта посетителей, вплоть до 95 % и выше. Однако это справедливо не для всех модификаций. Большинство вертикальных инфракрасных сенсоров представляют собой «рампу» установленную над проходом, в которой на расстоянии около 50-60 см располагаются вертикальные инфракрасные сенсоры. Алгоритм простой — пересечение одного луча = одному посетителю. В связи с этим, такие системы могут давать очень высокие погрешности, так как ширина плеч человека колеблется в диапазоне 35 см — 70 см и более (зимой).
Как правило большинство горизонтальных и вертикальных инфракрасных сенсоров позволяет вести статистику посещаемости на ПК пользователя.
Основные недостатки:
- Высокая цена
- Низкая точность

### Тепловидение
Системы тепловидения используют специальные сенсоры. Подобные системы обычно реализуются как встроенные устройства. Являются одним из наиболее точных сенсоров. Высокая точность подсчёта обусловлена использованием тепловизорной технологии, которая определяет человека по его тепловому пятну и анализирует движение в зоне детекции.
Достоинства:
- Высокая точность
- Простота установки
- Информация о направлении
- Не зависит от условий освещённости и способна вести подсчёт в полной темноте

Недостатки:
- Более высокая цена, чем у «лучевых» систем
- Более сложная реализация, чем у «лучевых» систем
- Значительное падение точности в условиях изменяющегося температурного фона (тепловые пушки, передвижение воздушных масс)

### Искусственный интеллект
Подобные системы используют несколько ИК-приёмников для того чтобы создать «зону подсчёта» на уровне лодыжки. Интеллектуальные счётчики функционируют подобно человеческому мозгу, другими словами, каждое событие анализируется в терминах «признаков». Когда «зона подсчёта» пересекается кем-то, генерируется паттерн (шаблон). Встроенный процессор извлекает признаки данного шаблона и производит его распознавание: сколько и в каких направлениях были проходы.
Достоинства:
- Точность 90 % и выше[3][4]
- Информация о направлении движения
- Способность отличать людей от других объектов
- Сенсоры способны вести подсчёт вне помещения
- Способность вести подсчёт в любых условиях освещённости

Недостатки:
- Высока вероятность быть блокированными людьми или предметами
- Система имеет большие габариты
- На подсчёт влияет перепад освещения, блики
- При низкой освещенности точность значительно снижается
- Невозможность производить подсчет в развлекательных специально затемненных зонах

### Компьютерное зрение
На сегодняшний день это одна из популярных технологий, которая имеет широкое применение на рынке. Технологии компьютерного зрения позволяют создать счётчик посетителей высокого качества. Счётчик распознает проходы людей в видеопотоке, поступающем с двух web-камер, объединенных в одном корпусе устройства и установленных над входом в помещение. Благодаря двум камерам создается эффект стереовидеоизображения, что положительно сказывается на точности подсчета в сравнении с сенсорами, использующими только одну web-камеру. Некоторые системы такого класса интегрируются с базами данных о продажах, что позволяет осуществлять полноценный анализ.
Точность подсчёта посетителей может колебаться от помещения к помещению. Системы, основанные на компьютерном зрении, чувствительны к изменению освещения и теням, которые могут привести к неточному подсчёту. Если освещённость помещения постоянна, как правило достигается высокая точность подсчёта, однако, например, подсчёт людей на улице может быть неточным по причине попадания солнечного света в камеру или наоборот, падения освещённости из-за туч.
Достоинства:
- Данные о росте
- Гибкость при настройке под конкретное помещение
- Интеграция с другими системами
- Встроенная система видеонаблюдения

Недостатки:
- Точность зависит от колебаний уровня освещённости
- На точность могут влиять такие факторы как блики, отражения от глянцевого пола и др. факторы
- При низкой освещенности точность значительно снижается
- Невозможность производить подсчет в развлекательных специально затемненных зонах.

### 3D-сканирование
Разработка среди технологий подсчета посетителей. 3D-сенсор, на базе кинект, устанавливается на потолке помещения, иногда под небольшим углом, и проецирует на наблюдаемую область сетку инфракрасных лучей из более миллиона точек. Таким образом считывается рельеф наблюдаемой области, после чего процессором сенсора строится полноценная 3D-модель наблюдаемой области. Это избавляет сенсор от появления погрешности в результате совпадения цвета одежды посетителей, что случается с сенсорами видеотехнологий и технологий компьютерного зрения. Не стоит недооценивать данное свойство 3D-сенсора: в осенне-зимний период преобладают темные цвета, что может привести к существенному возрастанию погрешности у сенсоров других технологий. Испытания данного оборудования показали, что в сравнении с другими системами подсчета посетителей, данный сенсор имеет самую высокую точность. Примененные технологии позволяют использовать сенсор в самых разных условиях: при различный освещенности, включая полное отсутствие света (что позволяет применять его даже в кинотеатрах и развлекательных центрах), при наличии воздушных потоков и т. п.

#### Достоинства
- Высокая точность, примерно 98 %
- Широкие возможности применения в помещениях различной архитектурной сложности
- Независимость от внешних условий эксплуатации, таких как уровень освещенности и тепловой фон помещения
- Подходит для подсчета даже очень плотных потоков посетителей, в том числе, и для установки на главных входах в торговый центр
- Цвет не влияет на подсчет
- Удаленное диагностирование и настойка оборудования

#### Недостатки
- Довольно высокая стоимость
- Практически перестает работать при ярком солнечном освещении или яркой ламповой подсветки
- Невозможность установки на улице

### 3D-ASSIS
Отечественная разработка технологии подсчета посетителей заключающаяся в обработке двумерного видеопотока с преобразованием его в трехмерную математическую модель представления.